# Катовиці

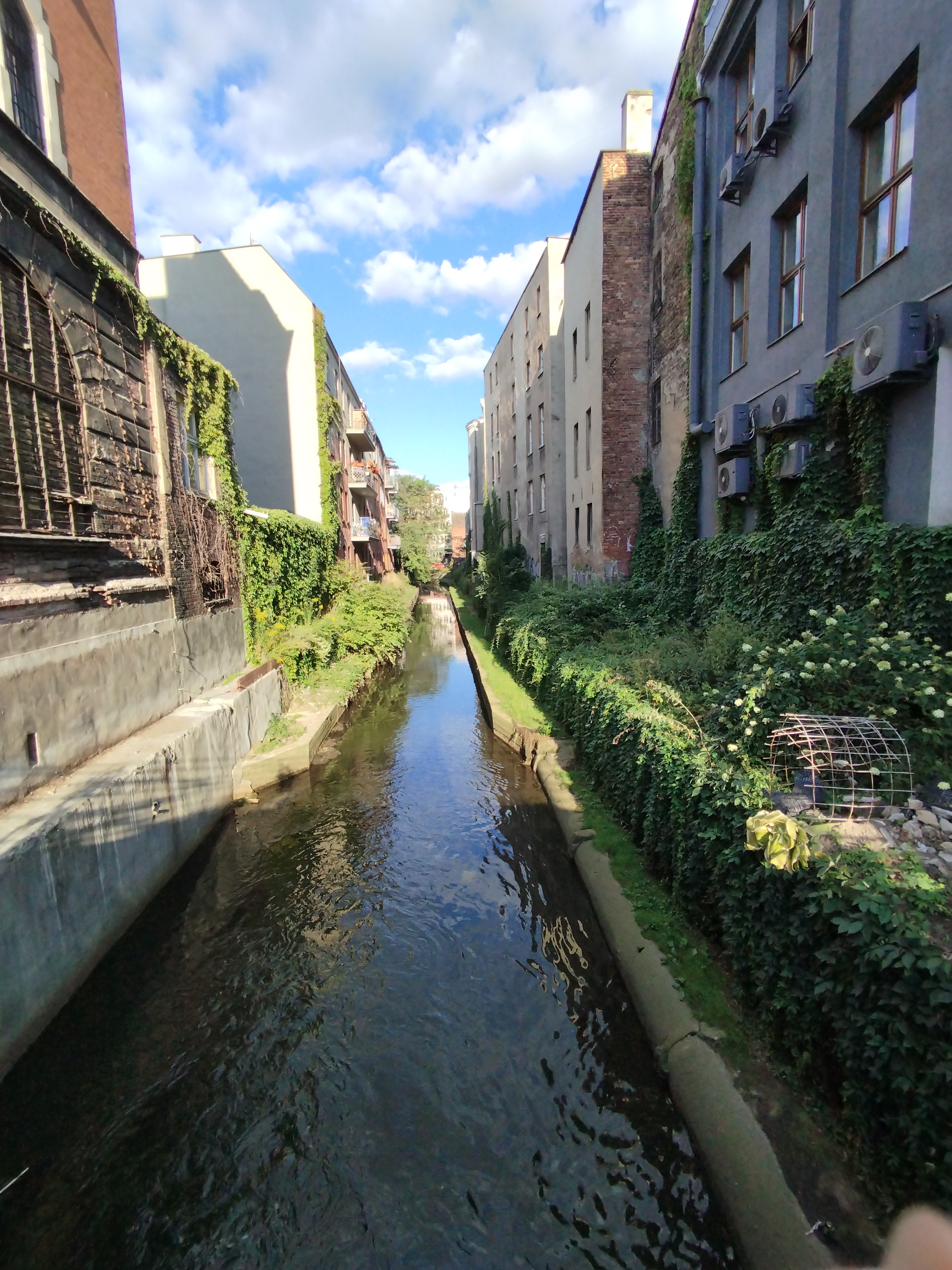
Річка Рава в Катовицях

Катови́ці — місто в Польщі, адміністративний центр та найбільше місто Сілезького воєводства, а також Верхньосілезької агломерації — найбільшої в Польщі.
Чисельність населення становить 286 960 (2022). Місто розташоване на півдні Польщі, в історичному регіоні Сілезія, на річках Клодниця та Рава. Є центром вугільної та металургійної промисловостей Польщі. У Катовицях розташовано другий за розміром аеропорт країни після Варшава-Шопен.

## Історія
Земля навколо міста, Верхня Сілезія, була населена польськими племенами, а потім етнічно польськими сілезцями (поляками) з перших століть нашої ери. Першими її власниками була династія польських сілезьких П'ястів, до її занепаду, коли вона ввійшла до складу володінь Габсбургів. Саме місто заснували в XIX столітті, у період, коли територія була під владою Пруського королівства — у 1865 році Катовиці отримали статус міста. Населене німцями, євреями та поляками, місто стало частиною Другої Польської Республіки, слідом за Сілезькими повстаннями, що прокотилося по Сілезії у 1918—1921 роках. Територія була послідовно розділена об'єднаною комісією, що розділила Катовиці між Польщею та значною автономією. Більшість німців покинула місто, а в 1939 році, перед початком Другої світової війни, у Катовицях проживало 93 % поляків, 6 % німців та 1 % інших (переважно євреїв).
У 2-й половині XIX століття місто почало процвітати завдяки великим мінеральним покладам (особливо солі) біля гір. Значною мірою ріст і процвітання міста були пов'язані з вуглевидобутком і сталеварінням під час промислової революції.
Під час агресії Німеччини проти Польщі Катовиці були захоплені вермахтом, а згодом включені до складу Третього Рейху з порушеннями міжнародного права. Період німецької окупації Катовиць був пов'язаний із переслідуванням та германізацією поляків та відправленням їх у табори, а також із убивствами населення (особливо активістів польськості Верхньої Сілезії та колишніх сілезьких повстанців).
У 1953 році нова комуністична влада перейменувала Катовиці на Сталіногруд («місто Сталіна»). Згодом, у 1956 році, місту повернули історичну назву.
У часи Польської Народної Республіки багато поляків з інших куточків Польщі прибуло до міста в пошуках роботи, яку вони знайшли, серед іншого, на сталеварних заводах, фабриках і шахтах. Здоров'я людей і природа мало турбували владу, екології міста завдали серйозного удару. Постійне життя в Сілезії могло призвести до серйозних захворювань. Вугільний пил, дим із металургійних труб, гірничорудні роботи, що спричиняли просідання ґрунту, терикони та звалища промислових відходів ускладнювали життя не лише в Катовицях, а й у всьому регіоні.
Після відходу від влади комуністів у 1990-х роках стало зрозуміло, що подальші роботи на вугільних шахтах неможливі. Копати далі родовища для видобутку вугілля стало економічно невигідно. Крім того, Європейський Союз визнав вугільні електростанції надзвичайно шкідливими для навколишнього середовища та ввів значні податки. Збиткові шахти почали закривати, а шахтарям почали пропонувати достроковий вихід на пенсію, субсидії та допомогу у відкритті бізнесу. Пустирі, звалища промислових відходів та терикони почали засаджувати зеленню. Понад 600 видів рослин допомогли «вилікувати» місцеву екологію, найбільш екологічно занедбаний регіон перетворився на лідера лісонасаджень у Польщі. Половина території сучасного міста покрита зеленню.
У 1975—1998 роках Катовиці були адміністративним центром Катовицького воєводства, з 1999-го є центром Сілезького воєводства.

## Клімат
Середньорічна температура в місті становить 7,9 °C, середня температура в липні 17,4 °C, січня −2,7 °C. Середня сума опадів на рік — 721 мм, більшість із яких у липні (110 мм). Вітри переважно слабкі, у середньому швидкістю 3,3 м/с, переважають західні (21 %) та південно-західні (20,1 %). Сніговий покрив тримається близько 60 днів на рік.
| Клімат Катовиць         | Клімат Катовиць | Клімат Катовиць | Клімат Катовиць | Клімат Катовиць | Клімат Катовиць | Клімат Катовиць | Клімат Катовиць | Клімат Катовиць | Клімат Катовиць | Клімат Катовиць | Клімат Катовиць | Клімат Катовиць | Клімат Катовиць |
| Показник                | Січ.            | Лют.            | Бер.            | Квіт.           | Трав.           | Черв.           | Лип.            | Серп.           | Вер.            | Жовт.           | Лист.           | Груд.           | Рік             |
| Абсолютний максимум, °C | 14,6            | 18,8            | 23              | 28,2            | 32,2            | 34,6            | 35,4            | 37,2            | 34,9            | 26,6            | 22,5            | 18,2            | 37,2            |
| Середній максимум, °C   | 0,9             | 2,5             | 7,4             | 13,4            | 18,7            | 21,5            | 23,4            | 23,2            | 18,6            | 13,5            | 6,8             | 2,2             | 12,7            |
| Середня температура, °C | −2              | −1,1            | 2,9             | 8,1             | 13,2            | 16,3            | 17,9            | 17,5            | 13,3            | 8,7             | 3,5             | −0,5            | 8,2             |
| Середній мінімум, °C    | −5,3            | −4,7            | −1,5            | 2,5             | 7,1             | 10,5            | 12,2            | 11,8            | 8,1             | 4,1             | 0,2             | −3,5            | 3,5             |
| Абсолютний мінімум, °C  | −31             | −30             | −21             | −8,2            | −4              | 0               | 4,8             | 1,7             | −2              | −9              | −16,3           | −24,4           | −31             |
| Норма опадів, мм        | 32.8            | 34.5            | 36.7            | 49.6            | 62.9            | 79.9            | 90.7            | 65.5            | 58.4            | 52.1            | 48.1            | 41.6            | 652.8           |
| Днів з опадами          | 11,9            | 11,6            | 11,9            | 11,9            | 11,8            | 13,4            | 12,3            | 10,9            | 11,1            | 11,3            | 13,3            | 13,9            | 145,3           |
| ----------------------- | --------------- | --------------- | --------------- | --------------- | --------------- | --------------- | --------------- | --------------- | --------------- | --------------- | --------------- | --------------- | --------------- |
| Джерело: climatebase.ru |                 |                 |                 |                 |                 |                 |                 |                 |                 |                 |                 |                 |                 |

## Адміністративний поділ

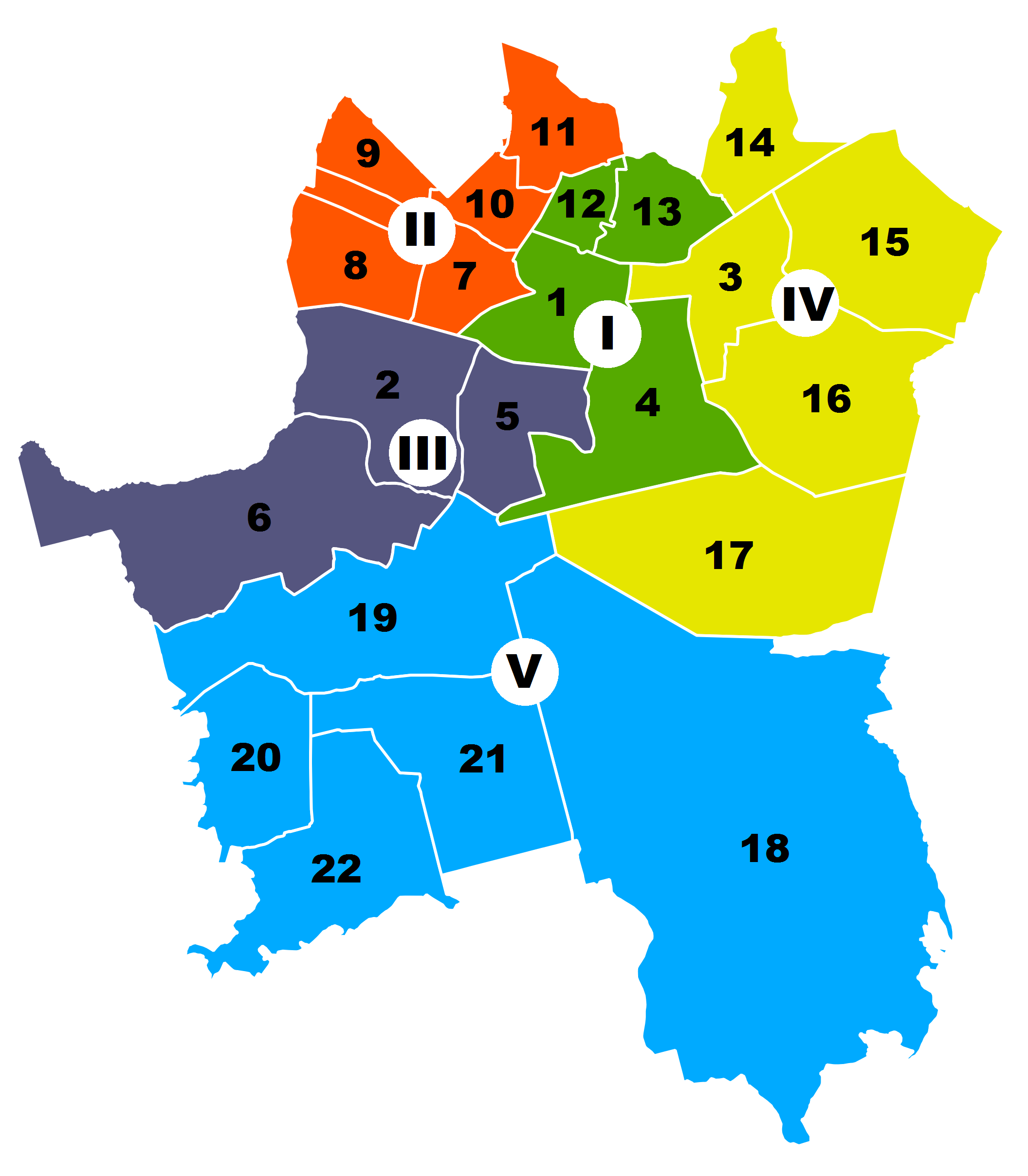
Райони Катовиць

I. Центральний район
- Середмістя (Śródmieście)
- Кошутка (Koszutka)
- Богутиці (Bogucice)
- Осідля Падеревського — Муховець (Osiedle Paderewskiego — Muchowiec)

II. Північний район
- Заленже (Załęże)
- Осідля Вітоса (Osiedle Witosa)
- Осідля Тисячоліття (Osiedle Tysiąclecia)
- Домб (Dąb)
- Велновець — Юзефовець (Wełnowiec — Józefowiec)

III. Західний район
- Ліґота — Паневники (Ligota — Panewniki)
- Бринів — Осідля Зґжебньока (Brynów — Osiedle Zgrzebnioka)
- Бринів — Заленська Галда (Brynów — Załęska Hałda)

IV. Східний район
- Заводдя (Zawodzie)
- Домбрувка-Мала (Dąbrówka Mała)
- Шопениці — Буровець (Szopienice — Burowiec)
- Янів — Нікішовець (Janów — Nikiszowiec)
- Ґішовець (Giszowiec)

V. Південний район
- Мурцький (Murcki)
- Петровиці — Охоєць (Piotrowice — Ochojec)
- Заріччя (Zarzecze)
- Костухна (Kostuchna)
- Підлісся (Podlesie)

## Населення
Демографічна структура станом на 31 березня 2011 року:
|          | Загалом | Допрацездатний вік | Працездатний вік | Постпрацездатний вік |
| -------- | ------- | ------------------ | ---------------- | -------------------- |
| Чоловіки | 147 833 | 23 188             | 104 066          | 20 579               |
| Жінки    | 162 931 | 22 298             | 96 667           | 43 966               |
| Разом    | 310 764 | 45 486             | 200 733          | 64 545               |

Населення за роками:

## Транспорт

### Аєропорти
Катовиці мають два аєропорти:
- Міжнародний аеропорт Катовиці-Пижовиці, розташованний в 35 км на північ від Катовиць. В аеропорту є одна ЗПС та 3 пасажирські термінали — A, B та C.
- Цивільний спортивний аеропорт Катовиці-Муховець.

### Залізниця
Залізничний вузол міста розташований на перехресті двох транс'європейських залізничних лініях: Е30 та Е65. Головний вокзал — Катовиці. Вокзал обслуговує внутрішні та міжнародні рейси до таких міст, як Берлін, Будапешт, Відень, Прага тощо.
На початку 2024 року на станції зупинялися потяги PKP Intercity, Polregio та Koleje Śląskie, а також компаній RegioJet та LEO Express. У 2022 році станція Катовиці посіла 4 місце в Польщі за пасажиропотоком. На той момент річний обмін становив 16,35 млн осіб, а добовий обмін становив 44,80 тис.

### Трамвай
Трамвайний транспорт в Катовицях відіграє важливу роль в обслуговуванні пасажиропотоку в місті. Управляється від імені ZTM компанією Tramwaje Śląskie, що охоплює центральну частину Верхньосілезької метрополії. З Катовиць можна доїхати трамваєм до Сосновця, Битома, Мисловиць та інших міст.

## Культура

### Театри
- Сілезький театр імені Станіслава Виспянського (Teatr Śląski im. Stanisława Wyspiańskiego)
- Театр Атенеум (Teatr Ateneum)
- Театр Корез (Teatr Korez)
- Театр Коґітатур (Teatr Cogitatur)
- Театр та кінотеатр Ріалто (Kinoteatr Rialto)

### Музика
- Сілезька філармонія (Filharmonia Śląska)
- Сілезька естрада (Estrada Śląska)
- Сцена ГуГаландер (Scena GuGalander)
- Національний симфонічний оркестр Польського радіо (Narodowa Orkiestra Symfoniczna Polskiego Radia)
- Музична академія

У місті було започатковано такий хіп-хоповий гурт як «Kaliber 44» (1994).

### Кіно
- IMAX
- Кінотеатр Місто (Cinema City)
- Центр кіно Хеліос (Centrum Filmowe Helios)
- Кінотеатр Космос (Kino Kosmos)
- Кінотеатр Швятовід (Kino Światowid)
- Театр та кінотеатр Ріалто (Kinoteatr Rialto)

### Музеї
- Сілезький музей (Muzeum Śląskie)
- Музей історії Катовиць (Muzeum Historii Katowic)
- Музей Архідієцезії (Muzeum Archidiecezjalne)
- Музей оо. Францисканців (OO. Franciszkanów)
- Біографічний музей П. Штеллера (Biograficzne P. Stellera)
- Музей права і правників польських (Prawa i Prawników Polskich)
- Музей мініатюрних книг Зигмунта Скочного (Najmniejszych Książek Świata Zygmunta Szkocnego)
- Камера Сілезька (Izba Śląska)
- Центр польської сценографії (Centrum Scenografii Polskiej)
- Сілезький центр культурної спадщини (Śląskie Centrum Dziedzictwa Kulturowego)

### Медіа
- TVP 3 Катовиць
- TVN24 — відділ Катовиці
- Радіо Катовиці
- Радіо Flash
- Радіо Roxy FM
- Радіо Планета
- Західний Щоденник (Dziennik Zachodni)
- Газета Виборча — відділ Катовиці (Gazeta Wyborcza — department Katowice)
- Газета Факт
- Ехо Міста (Echo Miasta)
- Газета Метро Катовиці
- Новий погляд Катовицький (Nowy Przegląd Katowicki)

## Українська громада

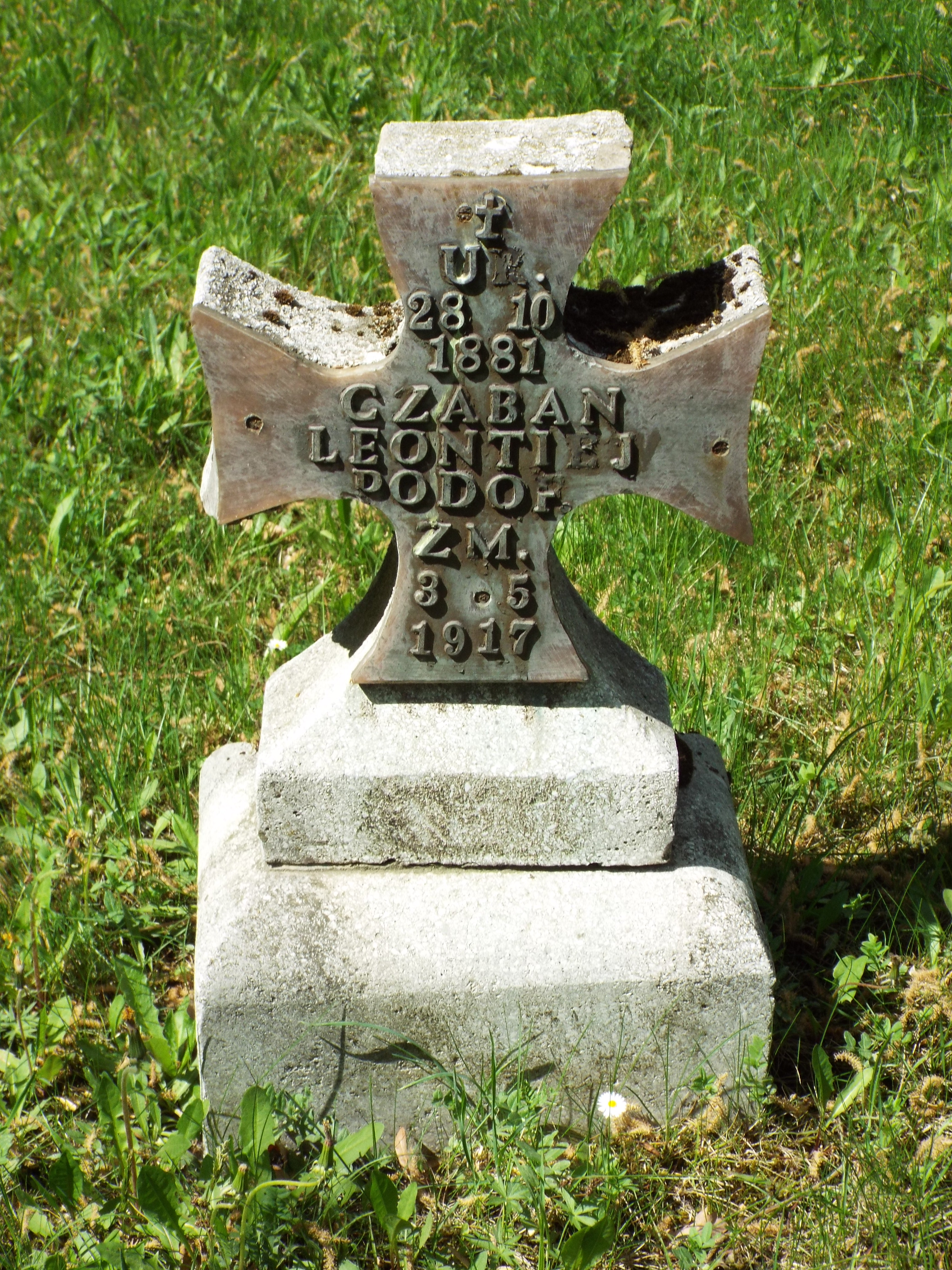
Могила Леонтія Чабана на гарнізонному цвинтарі в Катовицях

Перші українці могли з'явитися в Катовицях ще до відновлення незалежності Польщі (1918) для роботи на підприємствах у Верхньосілезькій агломерації. На Гарнізонному цвинтарі Катовиці-Муховець на вул. Метеорологів є поховання козаків Армії УНР:
- Степан Гарник — солдат Армії УНР, учасник III сілезького повстання (1902—1921);
- Карп Грицюк — солдат Армії УНР, учасника III сілезького повстання (1921) (помер 1981);
- Андрій Кравчук — солдат Армії УНР, учасник III сілезького повстання (пом. 1981);
- Максим Яківчук — солдат Армії УНР, учасника III сілезького повстання (1921) (пом. 1923);
- Олекса Максим'юк — солдат Армії УНР, учасник III сілезького повстання (пом. 1933);
- Іван Малейчук (пом. 1928) та Леонтій Чабан — солдати армії УНР (пом. 3 травня 1917 року).

Крім того, на Гарнізонному цвинтарі в Катовицях похований капітан польського військового флоту Роберт Ошек. Він брав участь у війні з більшовиками спочатку як командир канонерки «Pancerny I», а із 17 серпня 1920 року як командир монітору «Mozyrz» Пінської військової флотилії, яка базувалася в Києві.
На католицькому кладовищі (вул. Sienkiewicza є могила Олександра Притики (1895—1971) — сотника Армії УНР, громадського діяча в Польщі (Sektor II, kwatera 1615).
З 1928 року науковим радником та керівником дослідної лабораторії металургійного заводу «Байльдон» (вул. Baildona 64/B у Катовицях був відомий український металург та громадський діяч Іван Фещенко-Чопівський, викрадений у 1945 році органами НКВС. У місті по вул. Kościuszki також є радянський військовий цвинтар, на якому поховано низку українців — вояків Червоної армії.
У Сілезькому музеї в Катовицях (вул. Dobrowolskiego 1) є дві багаті колекції мистецтва. Одна колекція 1800—1945 рр., у якій наявні полотна Яна Матейка, Юзефа Хелмонського, Станіслава Виспянського, Юзефа Мегоффера, Яцека Мальчевського, Леона Вичулковського та народженого в Україні Яна Станіславського. Усі ці майстри значну увагу у своїй творчості приділяли Україні. У другій колекції сучасного мистецтва після 1945 р. можемо знайти кілька робіт польсько-українського художника, професора Краківської академії мистецтв Юрія Новосільського. Сім його робіт експонують тут у контексті краківської групи. На особливу увагу заслуговують «Пляж (великий)» (1979), два «чорні акти»: «Напівакт» (1978) і «Бульвар сонця що заходить» (1986), мертва фантазійна натура (1986), а також «Жінка в окулярах» (1972). У Катовицях відбулося три виставки робіт художника.
З 1958 р. функціонує українська греко-католицька парафія Успіння Пресвятої Богородиці. З 1958 р. у місті функціонує українська греко-католицька парафія Успіння Богородиці. Спочатку вона діяла при костелі Матері Божої помічниці вірним на Вельновцю (al. Wojciecha Korfantego 121), каплиці сестер Найсвятішої Марії на вул. Graniczna 26, потім у маріацькому костелі (Костел Непорочного Зачаття Пресвятої Діви Мрії) на площі Шрамка (plac Szramka 1). Пізніше і до нашого часу вона діє в каплиці св. Йосипа при гарнізонному костелі (вул. Skłodowskiej-Curie 20). Парафія налічує близько 40 родин, у великі свята та по неділях тут збирається 100—500 людей.
У місті є вулиця Тараса Шевченка.
У 2022 році у Катовицях створено Міський пункт кризового втручання для українців (вул. Młyńska 5).

## Особистості
- Віллі Фріч (1901—1973) — німецький актор.

## Поріднені міста
- Гронінген
- Кельн
- Кошиці
- Львів
- Мішкольц
- Мобіл
- Опава
- Острава
- Сент-Етьєн
- Шеньян